# ヘブンズ・フラワー The Legend of ARCANA
『ヘブンズ・フラワー The Legend of ARCANA』（ヘブンズ・フラワー ザ・レジェンド・オブ・アルカナ）はTBS系列のFriday Break枠で2011年1月14日から放送されていたテレビドラマである。Friday Break枠の第2作目で、川島海荷の連続テレビドラマ初主演作品である。
2011年3月11日、東日本大震災が発生した影響により、当日深夜（正確には翌日未明）放送予定であったEpisode 9は放送中止となった。その後、Episode 9以降が当面放送延期となったが、TBSでは同年8月29日から9月13日まで初回から再放送される事になった。
近未来を舞台に、暗殺者と刑事の恋を描いたロマンチックミステリー。キャッチコピーは「その暗殺者は、愛を咲かせる」。

## あらすじ
ある実験事故によって花が咲かない不毛の世界となり、深刻な食糧危機が続く日本。事故からの再建が進む中、「第七地区」だけは震源地として再建から取り残され、「見捨てられた街」となっていた。そんな第七地区に住む、一人の少女・アイ。天使のように微笑む彼女は、冷酷非情な暗殺者だった。数奇な運命に翻弄されながらもはかなく、そして懸命に生き抜いていくアイ。そこにはある一人の刑事との出会いがあり、それはアイにとって初めてとなる“ 恋心 ”を生むこととなる。「今まで決して見ることができなかった花をこの手で咲かせたい」 アイがその手で“ 花を咲かせよう ” と誓ったとき、運命の歯車は思わぬ方向へと進んでいく…。

## キャスト
〈 〉内は設定年齢。

### 第七地区 ラストガーデン
- アイ〈17〉 - 川島海荷 、(幼少時代)畠山紬
- 片桐薫〈55〉 - 三田佳子
- シオン〈27〉 - 綾野剛、(少年時代)KAITO
- ナルキ〈25〉 - 中野裕太

### 星龍
- 厳小剛（イム・シャオガン）〈60〉 - 本田博太郎
- 厳普賢（イム・プーシェン）〈28〉 - 森宮隆
- ラン〈17〉 - 竹富聖花
- 孫継星（スン・ジーシン）（九星商社CEO） - 波岡一喜

### 警察
- 真中祐一郎〈25〉 - 荒木宏文
- 須藤善二〈35〉 - 駿河太郎

### 未来 （西暦2080年）
- ハル〈30〉 - 松本利夫 (MATSU from EXILE)（幼少期：石井蒼月）
- 物取り青年 シン - 大和田健介

### その他
- リリィ〈28〉 - さくら
- 草壁隆志 - 石丸幹二
- 草壁ひとみ - 吉田羊

## スタッフ
- 脚本 - 大林利江子、泉澤陽子、野高みゆき
- チーフプロデューサー - 伊與田英徳、杉山剛（ソニー・ミュージックエンタテインメント）
- プロデューサー - 高成麻畝子、佐藤敦司
- 演出 - 岡本伸吾、坪井敏雄、棚澤孝義
- 音楽 - 仲西匡
- 音楽プロデュース - 志田博英
- 人物デザイン - 柘植伊佐夫
- 衣装デザイン協力 - IN PROCESS BY HALL OHARA
- 植物学協力 - 中村俊彦
- 特別協力 - ソニー・ミュージックエンタテインメント
- 制作協力 - ドリマックス・テレビジョン
- 製作 - TBS

## 主題歌
- amazarashi「アノミー」
  - 同バンドの楽曲がドラマ主題歌となるのは、今作が初めてである[3]。

## 放送日程
| Episode 0                                  | 2011年1月12日 | 「ヘブンズ・フラワー」完全ナビ                   | －         |          |
| Episode 1                                  | 2011年1月14日 | a girl from '7'                                  | 大林利江子 | 岡本伸吾 |
| Episode 2                                  | 2011年1月21日 | a boy awaking her〜暗闇に差す光                  | 野高みゆき | 岡本伸吾 |
| Episode 3                                  | 2011年1月28日 | They are meant to be〜運命の二人                 | 大林利江子 | 坪井敏雄 |
| Episode 4                                  | 2011年2月04日 | rain falls like killing 雨のミッション           | 大林利江子 | 棚澤孝義 |
| Episode 5                                  | 2011年2月11日 | in the secret lesson 許されざる関係              | 大林利江子 | 岡本伸吾 |
| Episode 6                                  | 2011年2月18日 | they've come to a turning point その鎖を断つもの | 大林利江子 | 岡本伸吾 |
| Episode 7                                  | 2011年2月25日 | truth, or mission 決戦                           | 大林利江子 | 坪井敏雄 |
| Episode 8                                  | 2011年3月04日 | a whole new world 夜明けの約束                   | 大林利江子 | 棚澤孝義 |
| Episode 9                                  | 2011年9月12日 | when SHE meets HERSELF 愛を知るとき              | 野高みゆき | 岡本伸吾 |
| Episode 10                                 | 2011年9月13日 | a girl came back to'7' 絆                        | 中山智博   | 坪井敏雄 |
| Episode 11                                 | 2011年9月13日 | a girl from heaven〜希望の種                     | 大林利江子 | 岡本伸吾 |
| （視聴率は関東地区・ビデオリサーチ社調べ） |               |                                                  |            |          |

備考
1. ^24時55分から25時25分まで放送されたドラマの宣伝。

## ネット局と放送時間

### 本放送
| 放送対象地域 | 放送局                   | 放送日時                 | 系列  | 備考              |
| ------------ | ------------------------ | ------------------------ | ----- | ----------------- |
| 関東広域圏   | TBS                      | 金曜 24:20 - 24:50[3]    | TBS系 | 制作局            |
| 宮城県       | 東北放送 (TBC)           | 金曜 24:20 - 24:50[3]    | TBS系 | 同時ネット        |
| 富山県       | チューリップテレビ (TUT) | 金曜 24:20 - 24:50[3]    | TBS系 | 同時ネット        |
| 静岡県       | 静岡放送 (SBS)           | 金曜 24:20 - 24:50[3]    | TBS系 | 同時ネット        |
| 近畿広域圏   | 毎日放送 (MBS)           | 火曜 25:25 - 25:55[1][2] | TBS系 | 2011年1月18日開始 |
| 中京広域圏   | 中部日本放送 (CBC)       | 金曜 25:27 - 26:00       | TBS系 | 2011年1月21日開始 |
| 北海道       | 北海道放送 (HBC)         | 水曜 25:56 - 26:26[2]    | TBS系 | 2011年1月26日開始 |
| 福岡県       | RKB毎日放送 (RKB)        | 木曜 25:25 - 25:55[2]    | TBS系 | 2011年1月27日開始 |
| 広島県       | 中国放送 (RCC)           | 金曜 25:55 - 26:25       | TBS系 | 2011年1月28日開始 |

備考
1. ^初回放送時間は25:35 - 26:05。
2. a b c それぞれ2011年2月1日・2日・3日の放送は、特別編成のため上記時間より36分押し。

### 再放送
| 放送対象地域 | 放送局           | 放送期間                             | 放送日時                                  | 系列  | 備考                                         |
| ------------ | ---------------- | ------------------------------------ | ----------------------------------------- | ----- | -------------------------------------------- |
| 関東広域圏   | TBS （制作局）   | 2011年8月29日 2011年9月5日 - 9月13日 | 月曜 26:05 - 27:35 月・火曜 25:55 - 27:01 | TBS系 | 第1話 - 第3話まで放送 第4話からは2話ずつ放送 |
| 北海道       | 北海道放送 (HBC) | 2011年10月23日 - 2012年1月16日       | 日曜 24:56 - 25:28                        | TBS系 | 第9話は25:45 - 26:15                         |

## 作品

### 小説
- ヘブンズ・フラワー Episode 0（泰文堂、2011年2月10日）
  - 著者/原案:野高みゆき、小説:高橋美夕紀
- ヘブンズ・フラワー（無双舎F文庫、2011年4月26日）
  - 著者：長谷川エリカ